# Emblème de la république socialiste soviétique de Géorgie

Emblème de la république socialiste soviétique de Géorgie

L'emblème de la république socialiste soviétique de Géorgie a été adopté le 28 février 1922 par le gouvernement de la RSS de Géorgie. Le blason est quasiment fondé sur le blason de l'Union Soviétique. Il montre les symboles de l'agriculture, la vigne et le blé. L'étoile rouge s'élevant au-dessus du Caucase représente l'avenir de la nation géorgienne, et la faucille et le marteau pour la victoire du communisme et le « monde socialiste de la communauté d'États ».
La banderole porte la devise d'État de l'URSS (« Prolétaires de tous les pays, unissez-vous ! ») en géorgien (პ რ ო ლ ე ტ ა რ ყ ვ ე ლ ა ქ ვ ე ყ ნ ი ს ა, შ ე ე რ თ დ ი თ!) et en russe (Пролетарии всех стран, соединяйтесь!).
La RSSA d'Abkhazie et de la RSSA d'Adjarie utilisaient des variantes de ce blason (dans le cas abkhaze, avec le nom de la république et aussi avec la devise abkhaze).
Ce blason a été remplacé par un nouveau, le 11 décembre 1990. Ces nouvelles armoiries répondent aux exigences de l'héraldique, à la différence de celles de la RSS de Géorgie, qui (comme celles des autres RSS) s'apparentent plutôt à un logo.